# Бєднодем'яновська сільська рада
Бєднодем'я́новська сільська рада (рос. Беднодемьяновский сельский совет) — сільське поселення у складі Спаського району Пензенської області Росії.
Адміністративний центр — місто Спаськ.

## Історія
2009 року було ліквідовано присілок Вічутка.

## Населення
Населення — 746 осіб (2019; 904 в 2010, 907 у 2002).

## Склад
До складу сільської ради входять:
| Населений пункт   | Населення, осіб (2002) | Населення, осіб (2010) |
| ----------------- | ---------------------- | ---------------------- |
| Вічутка, присілок | 0                      | -                      |
| Дерябкіно, село   | 277                    | 247                    |
| Ліплейка, село    | 630                    | 657                    |